# 阿力甜
阿力甜（英語：Alitame），又称L-天门冬酞-D-丙氨酞胺 ，是一种合成的二肽酰胺甜味剂
。由美国辉瑞公司于1979年研制，于1983获得美国专利。大多数二肽并没有甜味，直到1965年发现阿斯巴甜后，人们才开始寻找更多二肽甜味剂，阿力甜与纽甜就是发现的第二代二肽甜味剂。
阿力甜的甜度约为蔗糖的2000倍，约为阿斯巴甜的10倍，且没有余味、金属味和苦味。在热与酸性条件下分解的半衰期约为阿斯巴甜的两倍，但不及糖精和乙酰磺胺酸钾（安赛蜜）等甜味素。阿力甜结构中不包含苯丙氨酸，因此可以适用于患有苯丙酮尿症的人群。
阿力甜在20世纪90年代已经在墨西哥、澳大利亚、新西兰、中国通过审批。同时丹麦食品添加剂生产商丹尼斯克已撤回在美国使用阿力甜作为食品甜味剂或调味剂的申请。
阿力甜发现者James G. Sweeny等人在论文中描述阿力甜为比蔗糖甜1200倍。在美國專利第4,411,925号中，描述这类二肽甜味剂呈味原理是基于NH-CH(环丙基)-叔丁基结构（Ex 6），同时NH-CH(环丙基)2结构（Ex 6）也是蔗糖甜度的1200倍，这些结构是这类甜味剂选材的第二梯队。含有四甲基硫化三亚酰胺的Ex 16结构对于阿力甜更合适。不过在氧化为磺酰基（Ex 17）后可以将其活性降低到1000。